# Архангельские Кляри
Арха́нгельские Кля́ри (тат. Келәр) — деревня в Камско-Устьинском районе Республики Татарстан Российской Федерации. Входит в состав Большекармалинского сельского поселения.

## География
Деревня расположена на правом притоке реки Карамалка, в 16 километрах к западу от посёлка городского типа Камское Устье.

## История
Деревня основана в первой половине XVII века дворянами Косяковскими. В дореволюционных источниках известна также под названиями Кляри-Архангельское, Кирели.
До реформы 1861 года жители относились к категории помещичьих крестьян. Занимались земледелием, разведением скота.
В начале XX века Архангельских Клярях функционировали деревянная Михаило-Архангельская церковь (построена в 1775 году; памятник архитектуры), церковно-приходская школа (открыта в 1890 году), ветряная мельница, мануфактурно-бакалейная лавка; по четвергам работал базар, ежегодно 28-30 сентября проводилась ярмарка. В этот период земельный надел сельской общины составлял 575,5 десятин. До 1920 года деревня входила в Богородскую волость Тетюшского уезда Казанской губернии. С 1920 года в составе Тетюшского, с 1927 года — Буинского кантонов ТАССР. С 10 августа 1930 года в Камско-Устьинском, с 1 февраля 1963 года в Тетюшском, с 12 января 1965 года в Камско-Устьинском районах.

## Население
| 1646 | 1763                   | 1834 | 1859 | 1897 | 1908 | 1920 | 1926 | 1938 | 1949 | 1958 | 1970 | 1979 | 1989 | 2000 |
| ---- | ---------------------- | ---- | ---- | ---- | ---- | ---- | ---- | ---- | ---- | ---- | ---- | ---- | ---- | ---- |
| 75   | 124 души мужского пола | 369  | 284  | 331  | 389  | 406  | 235  | 164  | 143  | 96   | 53   | 37   | 22   | 19   |